# San Rafael del Paraná
San Rafael del Paraná è un centro abitato del Paraguay, nel dipartimento di Itapúa. La località forma uno dei 30 distretti in cui è suddiviso il dipartimento.

## Popolazione
Al censimento del 2002 San Rafael del Paraná contava una popolazione urbana di 423 abitanti (20.434  nel distretto), secondo i dati della Dirección General de Estadística, Encuestas y Censos.

## Storia
Il distretto di San Rafael del Paraná è stato creato nel 1978, separando il suo territorio da quello del distretto di Capitán Meza.